# Phytoptus rigidus
Phytoptus rigidus är ett spindeldjur som beskrevs av Roivainen 1950. Phytoptus rigidus är ett kvalster som ingår i släktet Phytoptus, och familjen Phytoptidae. Arten är reproducerande i Sverige.